# Beryno Wong Jiann Tze
Beryno Wong Jiann Tze (* 4. Juni 1984) ist ein malaysischer Badmintonspieler. 

## Karriere
Beryno Wong Jiann Tze siegte 2009 bei den Laos International. 2014 war er bei den Iceland International erfolgreich. Bei den Portugal International 2014 belegte er Rang zwei im Einzel und Rang drei im Doppel.